# Dirk Junior Asare
Dirk Junior Asare (4 juli 2004) is een Belgisch voetballer met Ghanese roots die onder contract ligt bij K Lierse SK.

## Clubstatistieken
| Seizoen         | Club             | Land            | Competitie      | Competitie | Competitie | Beker | Beker | Supercup | Supercup | Europees | Europees | Totaal | Totaal |
| Seizoen         | Club             | Land            | Competitie      | Wed.       | Dlp.       | Wed.  | Dlp.  | Wed.     | Dlp.     | Wed.     | Dlp.     | Wed.   | Dlp.   |
| --------------- | ---------------- | --------------- | --------------- | ---------- | ---------- | ----- | ----- | -------- | -------- | -------- | -------- | ------ | ------ |
| 2022/23         | Jong KV Mechelen | Vlag van België | Tweede afdeling | 11         | 0          | —     | —     | —        | —        | —        | —        | 11     | 0      |
| 2023/24         | Jong KV Mechelen | Vlag van België | Tweede afdeling | 12         | 0          | —     | —     | —        | —        | —        | —        | 12     | 0      |
| 2023/24         | KV Mechelen      | Vlag van België | Eerste klasse A | 2          | 0          | 0     | 0     | 0        | 0        | 0        | 0        | 2      | 0      |
| 2024/25         | K Lierse SK      | Vlag van België | Eerste klasse B | 10         | 0          | 0     | 0     | —        | —        | —        | —        | 10     | 0      |
| Carrière totaal | Carrière totaal  | Carrière totaal | Carrière totaal | 35         | 0          | 0     | 0     | 0        | 0        | 0        | 0        | 35     | 0      |

Bijgewerkt op 26 april 2025.